# Bruno Alexandre da Silva
Bruno Alexandre da Silva, noto semplicemente come Bruno (San Paolo, 7 gennaio 1988), è un giocatore di calcio a 5 e allenatore di calcio a 5 brasiliano naturalizzato italiano.

## Carriera

### Club
Agile e tecnicamente dotato, Bruno ha militato fino al novembre 2012 nello Sport Five Putignano dove ha ottenuto una promozione in Serie A e raggiungendo nelle due stagioni successive, i play-off valevoli per lo scudetto. Ad inizio dicembre 2012 passa al Pescara a titolo definitivo, a causa delle difficoltà economiche che hanno costretto la società pugliese a cedere quasi l'intera rosa. Passato al Futsal Cisternino subito dopo l'avventura al Pescara, è stato uno degli autori della scalata della squadra pugliese, portandoli nella massima serie (Serie A), in cui conquisterà la salvezza nella stagione 2017-2018, non iscrivendosi al campionato successivo per fallimento. Dalla stagione 2018-2019 è il capitano/allenatore dell'Itria Football Club con cui vince il campionato di C2 da imbattuto, e la Supercoppa Puglia. Anche da allenatore si è messo in mostra portando l'under 15 dell'Itria alle Final Eight al primo anno della nuova società.

### Nazionale
In possesso della doppia cittadinanza, esordisce con la maglia della nazionale italiana il 19 settembre 2012 nell'amichevole giocata a Genzano e vinta per 3-2 contro la Serbia

## Palmarès

### Giocatore
- Campionato di Serie A2: 1

Cisternino: 2016-17
- Supercoppa pugliese: 1

Itria: 2018-19
- Serie C2 (calcio a 5): 1

Itria: 2018-19

### Allenatore
- Coppa Puglia under 15: 1

Itria: 2018-19